# Rhyacophila drokpa
Rhyacophila drokpa är en nattsländeart som beskrevs av Schmid 1970. Rhyacophila drokpa ingår i släktet Rhyacophila och familjen rovnattsländor.

## Underarter
Arten delas in i följande underarter:
- R. d. gurla
- R. d. nyenpa